# Bolfan
Bolfan falu Horvátországban, Varasd megyében. Közigazgatásilag Ludbreghez tartozik.

## Fekvése
Ludbregtől 6 km-re délkeletre a Drávamenti-síkság szélén fekszik, déli részét már szőlőhegyek alkotják.

## Története
1857-ben 393, 1910-ben 682 lakosa volt. 1920-ig Varasd vármegye Ludbregi járásához tartozott. 2001-ben 157 háza és 488 lakosa volt.

## Nevezetességei
- Szent Cirill és Metód-kápolna.
- Szent Paraszkevi ortodox kápolna.

## Külső hivatkozások
- Ludbreg város hivatalos oldala